# Pieter Klaver
Pieter Klaver (Broek in Waterland, 23 januari 1890 - Groningen, 3 mei 1970) was een Nederlandse voorganger, zendeling en in de periode 1930-60 een van de leiders van de Nederlandse pinksterbeweging.
Klaver werd geboren in een gezin als de jongste van zes kinderen. Hij groeide op in Amsterdam. Op 16-jarige leeftijd begon Klaver diensten van het Leger des Heils bij te wonen en bekeerde zich daar tot het christelijk geloof. Vervolgens volgde hij de kweekschool van het Leger des Heils.
In 1909 bezocht Klaver samen met een vriend een dienst van de pinkstergemeente in Amsterdam, waar Gerrit Polman voorganger was. Die avond hoorde hij voor het eerst iemand in tongentaal spreken. Deze ervaring maakte diepe indruk op hem en hij verliet kort daarna het Leger des Heils. Volgens eigen zeggen werd hij in 1911 gedoopt met de Heilige Geest, een ervaring kenmerkend voor de pinksterbeweging.
In 1912 vroeg Polman of Klaver niet de net opgerichte zendingsschool wilde volgen. Dit deed vervolgens werkte hij van 1915 tot 1927 in China en van 1929 tot 1933 op Java. Bij zijn terugkomst werd hij voorganger van de pinkstergemeente in Amsterdam.
Al gauw werd Klaver een van de leidinggevende figuren in Pinkster Nederland. Jarenlang leidde hij de gemeente te Amsterdam. In zijn arbeid werd hij terzijde gestaan door zijn vrouw, die door haar muzikale talenten een grote hulp was. In 1956 droeg Klaver het voorgangerschap over aan E. Schuurman.
Nadat Klaver in 1956 afscheid had genomen van zijn gemeente, bleef hij actief in het landelijk werk. Als voorzitter van het Broederschap van Pinkstergemeenten werkte hij in 1960 mee aan te totstandkoming van de Nederlandse Pinksterbijbelschool te Groningen. De laatste jaren van zijn leven bracht Pieter Klaver door in Groningen, waar hij op 80-jarige leeftijd overleed.